# Rezerwat przyrody Rejna
Rezerwat przyrody Rejna – florystyczny rezerwat przyrody w województwie kujawsko-pomorskim w powiecie inowrocławskim w gminie Dąbrowa Biskupia. Rezerwat jest położony na Równinie Inowrocławskiej. Został ustanowiony w 1962 roku w celu zachowania naturalnego stanowiska wiśni karłowatej w świetlistym borze mieszanym. Zajmuje powierzchnię 5,78 ha (akt powołujący podawał 5,80 ha).